# Philippe Goibaut
Philippe Goibaut des Bois La Grugère (pronunciado [filip ɡwabo de bwɑ la ɡʁyʒɛʁ]; 22 de marzo de 1629 - 1 de julio de 1694), conocido por sus contemporáneos como Monsieur Du Bois (pronunciado [məsjø dy bwɑ]), fue un traductor de San Agustín, miembro de la Académie Française y director del conjunto musical de Mademoiselle de Guise. 
Uno de sus detractores afirmó que Goibaut comenzó su carrera como maestro de danza del joven Louis Joseph, Duque de Guise, y no aprendió latín hasta los treinta años, cuando los "señores" jansenistas de Port-Royal se convirtieron en sus mentores espirituales e intelectuales. En 1965, la investigación de Jean Mesnard sobre el círculo alrededor de Blaise Pascal demostró la inexactitud de esta leyenda. Los hallazgos de Mesnard han dado forma a la biografía que sigue.

## Biografía
Philippe Goibaut nació en una sólida familia burguesa de Poitou. Su padre, Philippe Goibaut, "écuyer" y "seigneur du Bois et de La Grugère" (fallecido en 1638), era senescal de Champdeniers, un feudo de los poderosos Rochechouarts. El joven Philippe estudió en Poitiers y en 1655 afirmó que era maître d’hôtel ordinaire du roi. Un inventario de sus posesiones elaborado ese año menciona una biblioteca de unos 200 libros en griego, latín y francés, así como un violín, un tiorba y una guitarra. En otras palabras, para cuando tenía veinticinco años, Goibaut ya era hábil en letras clásicas y al menos competente intérprete de instrumentos de cuerda. En 1655 se casó con Françoise Blacvod (fallecida en 1676), hija de un funcionario de Poitiers que descendía de Adam Blackwood, médico de Mary, Reina de los Escoceses. 
En 1660, Du Bois viajó a París y rápidamente entró en el círculo de Artus Gouffier, Duque de Roannez, el gobernador real de Poitou. Roannez lo presentó a su amigo cercano Pascal, a Christiaan Huygens quien estaba en París de 1660 a 1661, y también a los "Pascalinos", un grupo de escritores que afirmaban ser discípulos de Pascal o que al menos estaban obsesionados con su ejemplo e inspirados por él. Después de dos estancias en París, Goibaut, junto con su esposa, se trasladó allí permanentemente en 1666. Comenzó a probar suerte en la traducción, consultando con Antoine Arnauld sobre la traducción del Nuevo Testamento de Port-Royal y ganándose el respeto duradero de Arnauld por sus habilidades de traducción. Pronto se describiría a Goibaut como un hombre de "intelecto ilimitado que, según dicen, se acerca más a Monsieur Pascal y lo ha imitado mejor". Aunque Goibaut inicialmente defendió a sus amigos jansenistas de Port-Royal y, en 1670, participó en su edición de las Pensées de Pascal, gradualmente se distanció del movimiento.
En 1666, Mlle de Guise eligió a Goibaut para ser el preceptor (otras fuentes dicen el "gobernador") de su sobrino de dieciséis años, Louis Joseph, Duque de Guisa. De hecho, Goibaut se había ganado el respeto por sus teorías sobre cómo educar mejor a los príncipes. A su llegada al "Hôtel de Soubise", Goibaut se dedicó a escribir las memorias del difunto hermano de Mlle de Guise, Enrique, Duque de Guisa, quien había fallecido en 1664. Las memorias se publicaron bajo el nombre de Enrique en 1668.
Después de la muerte del Duque de Guisa en 1672, Goibaut comenzó a traducir textos latinos al francés: la Imitación de Cristo de Thomas à Kempis, dos volúmenes de Cicerón y ocho volúmenes de San Agustín. Como punto de partida, utilizó las recientes ediciones en latín realizadas por los eruditos benedictinos de Saint-Maur. Siempre pensando en el lector laico, trabajó para presentar no solo las ideas del autor, sino también su tono y su forma de expresarse. Con este fin, Goibaut no tradujo palabra por palabra; en cambio, transmitió "lo que el autor quería impresionar en el espíritu y el corazón del lector". El texto traducido se complementaba con breves anotaciones que proporcionaban información de fondo sobre la historia del Imperio Romano tardío o las disputas teológicas de los primeros siglos de la Iglesia. El resultado, dijo Pierre Bayle, es "exacto, fiel, puro, elegante y admirablemente desentrañado". La primera de estas traducciones salió de imprenta en 1678; la última apareció póstumamente en 1696. Además, la Revocación del Edicto de Nantes en octubre de 1685 llevó a Goibaut a escribir su Conformité de la conduite de l'église en France, que hace paralelismos entre la conversión represiva de los donatistas por parte de la Iglesia y su conversión forzada de los protestantes después de la Revocación. Goibaut aboga por usar, en cambio, "la fuerza de la Verdad", es decir, el enfoque más suave recomendado en dos cartas de San Agustín.
Durante la última enfermedad de Mlle de Guise, es posible que Goibaut y el Padre François de la Chaise, S.J. hayan ejercido una influencia indebida sobre la mujer moribunda. En cualquier caso, ambos hombres recibieron grandes legados. Tras la muerte de la princesa en marzo de 1688, se le concedió a Goibaut el derecho a permanecer en el Hôtel de Guise. Durante esos años, frecuentemente se encontraba con Mme de Sévigné, quien admiraba su ingenio e intelecto y lo consideraba sinceramente devoto. Pero tenía sus detractores, quienes tendían a verlo como un oportunista sin escrúpulos que tenía habilidad para congraciarse.
En noviembre de 1693, Philippe Goibaut fue elegido para formar parte de la Académie Française. Ocho meses después, murió en su apartamento en el Hôtel de Guise y fue enterrado en la cercana iglesia parroquial de Saint-Jean-en-Grève, que desde entonces ha sido destruida. No vivió lo suficiente para cobrar su legado de Mlle de Guise.ˈ

## Crítica
A Philippe Goibaud se le ha reprochado por poner a los autores que traducía en un único molde. El abate d'Olivet relata al respecto la siguiente anécdota:

"Una dama con gusto me preguntó cómo era posible que San Agustín y Cicerón, dos autores que escribieron sobre temas tan diferentes y que vivieron en épocas tan distantes entre sí, tuvieran un estilo completamente similar. Le pregunté a su vez dónde había encontrado esta supuesta conformidad. ¿Fue, añadí, en la elección o disposición de las palabras? ¿O en el giro de los pensamientos? —Es, me dijo, en el señor Dubois. Encuentro que San Agustín y Cicerón eran dos grandes creadores de frases que decían todo con el mismo tono."
Tyrtée Tastet

## Escritos

### Traducciones
- Les deux livres de S. Augustin, De la Predestination des saints, et Du Don de la perseverance. Paris 1676.
- Les Livres de S. Augustin, de la maniere d’enseigner les principes de la religion chrestienne à ceux qui n’en sont pas encore instruits. De la vertu de continence & de temperance, de la patience, et contre le mensonge. Paris 1678.
- Les Lettres de saint Augustin traduites en françois sur l’édition nouvelle des PP. bénédictins de la Congrégation de S. Maur. Paris 1684.
- Les confessions de S. Augustin. Paris 1686. (zahlreiche Auflagen bis 1776 und 1838)
- De l’Imitation de Jesus-Christ. Paris 1687.
- Les deux livres de S. Augustin De la véritable religion et Des moeurs de l’Église catholique. Paris 1690.
- Les Offices de Cicéron. Paris 1691.
- Les livres de Ciceron, de la vieillesse et de l’amitié, avec les Paradoxes du même autheur. Paris 1691.
- (mit Jean-René Allaneau de La Bonnodière) Les Sermons de S. Augustin sur le Nouveau Testament. Paris 1694.

### Otros trabajos
- (Hrsg.) Mémoires de feu M. le duc (Henri) de Guise. Martin, Paris 1668.
- Conformité de la conduite de l’Église de France pour ramener les protestans: avec celle de l’Église d’Afrique pour ramener les Donatistes à l’Église catholique. Paris 1685.
- Avertissement en tête de sa traduction des sermons de Saint Augustin (1694). In: Antoine Arnauld: Réflexions sur l’éloquence des prédicateurs (1695). Hrsg. Thomas M. Carr, Jr. Droz, Genf 1992.
  - Rezension dieses Werks durch Frédéric Deloffre in: Revue belge de Philologie et d’Histoire 71, 1993, S. 770–771.[16]